# Монастир Ксенофонт
40°14′45″ пн. ш. 24°11′25″ сх. д. / 40.24583° пн. ш. 24.19028° сх. д.
Монастир Ксенофонт (грец. Μονή Ξενοφώντος) — грецький чоловічий православний монастир на Святій горі Афон, займає в святогірській ієрархії шістнадцяте місце. Розташований на західному узбережжі півострова Айон-Орос, за півгодини ходу до монастиря Дохіар та за 3,5 годин від Карієса.
У цьому монастирі наприкінці 2018 року ченцем-каліграфом Лукою було створено оригінал Томосу про надання автокефального устрою Православній церкві в Україні.

## Історія

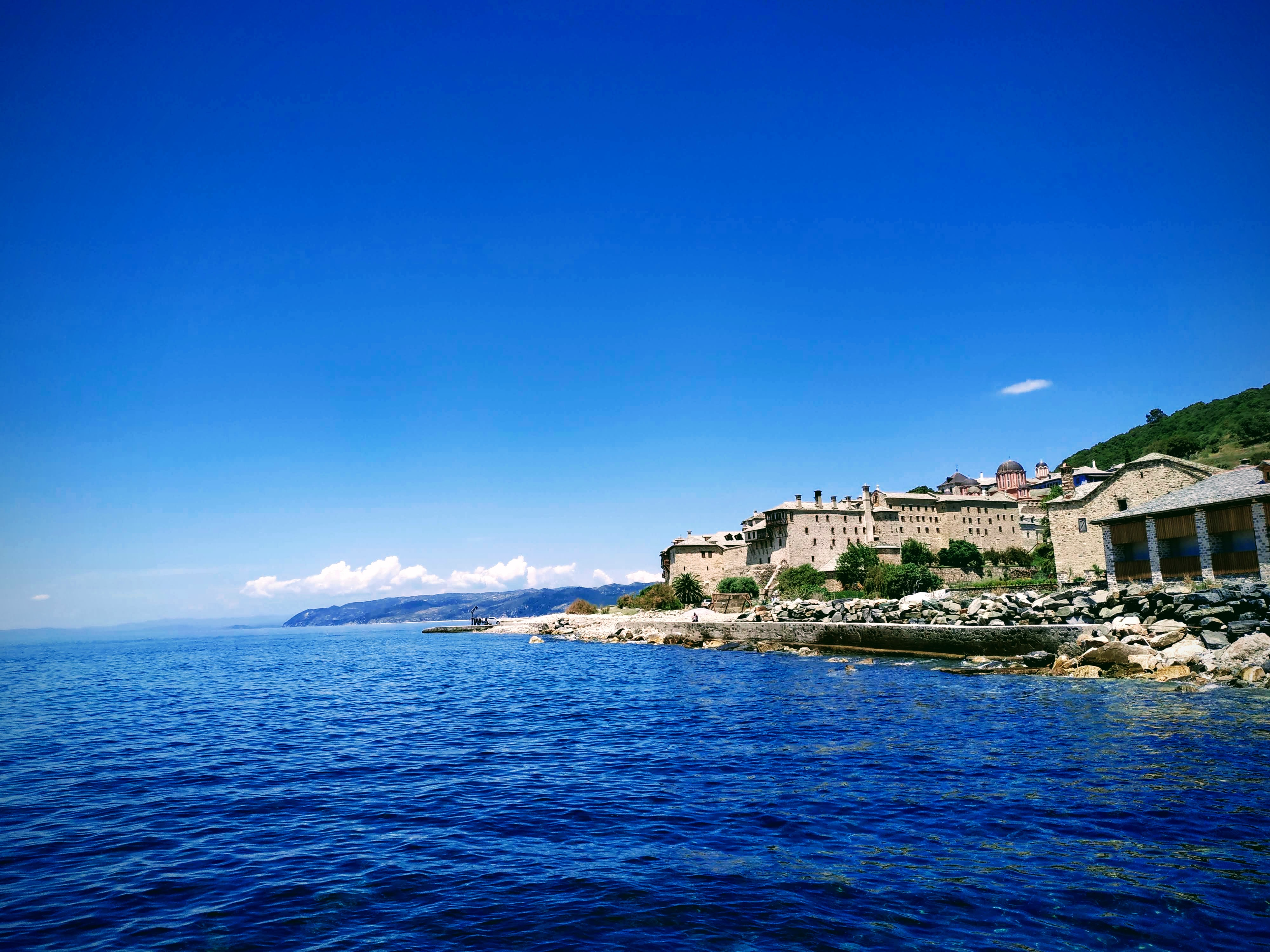

Афонський монастир Ксенофонт заснований 998 року Ксенофонтом, від імені якого обитель отримала свою назву. Після падіння Константинополя не тільки для монастиря Ксенофонт, але й всього Афону, настали важкі часи — монастир періодично розграбовують пірати. Відновлена обитель 1545 року волоськими боярами Лукою, Радулом і Матвієм Бассарабом. Від свого заснування монастир населяли слов'яни, лише пізніше він перейшов у володіння греків.

Головний храм обителі (католікон), відомий своїм мармуровим іконостасом, присвячений святому великомученику Георгію Побідоносцю. Окрім католікону діють каплиці: Введення в храм Пресвятої Богородиці; святого Іоанна Богослова, святих 12 апостолів, святого першомученика Стефана; Успіння Божої Матері; святого Євфимія; святих безсеребреників Косьми і Даміана; святого Лазаря четвероденного. Поза монастирем в скиті і при келіях діють 25 церков.

Фрески монастиря.
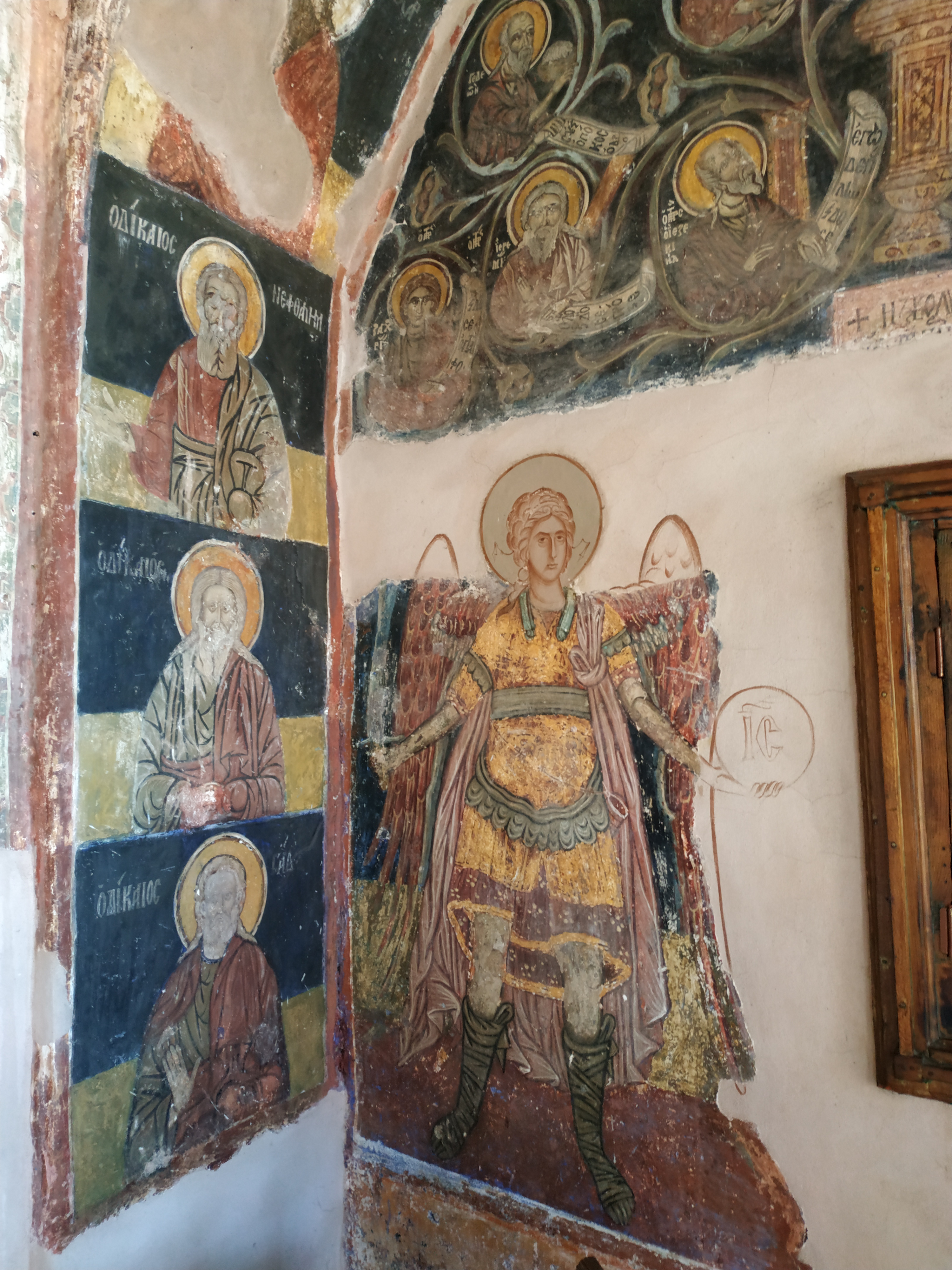
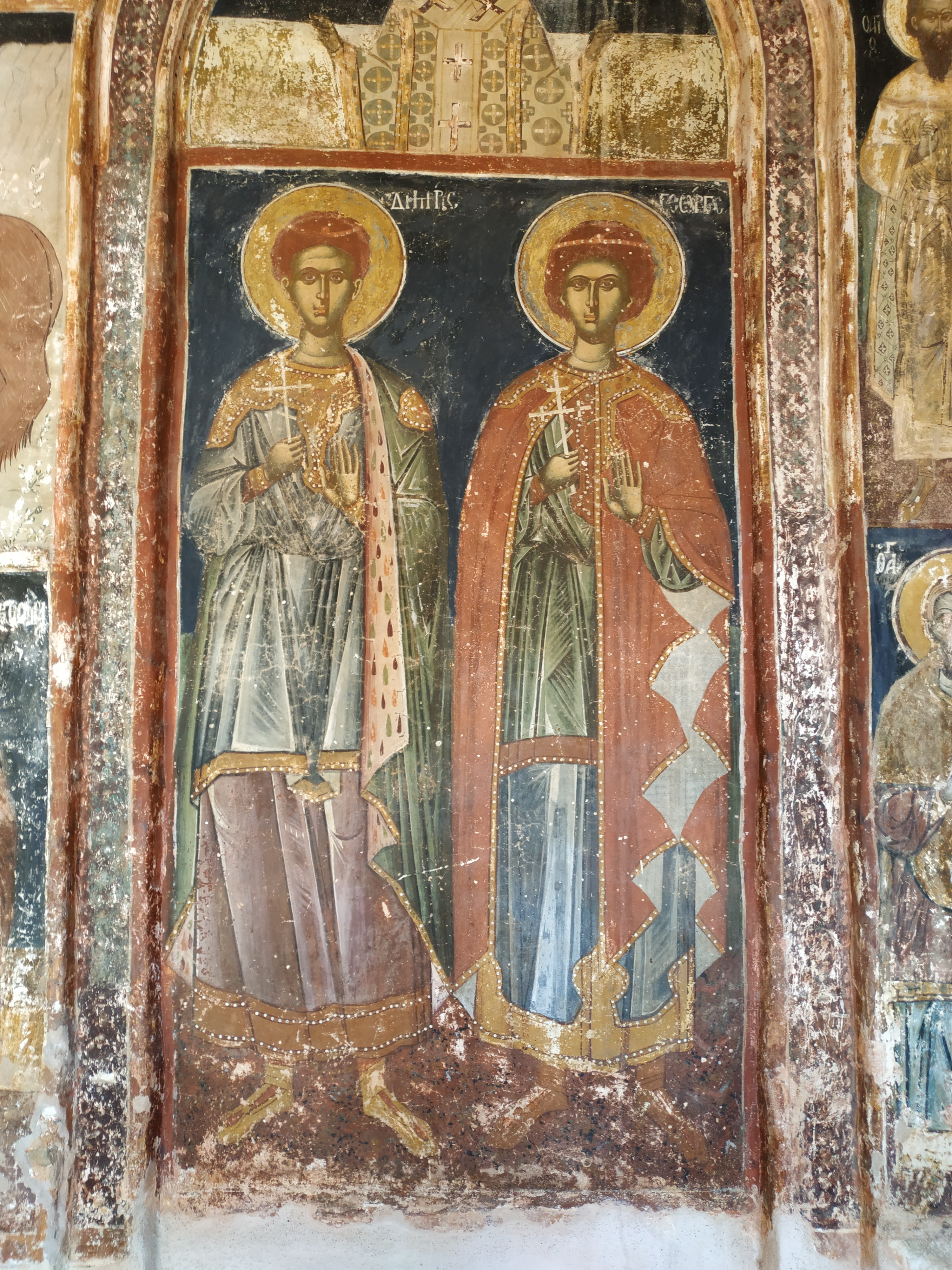
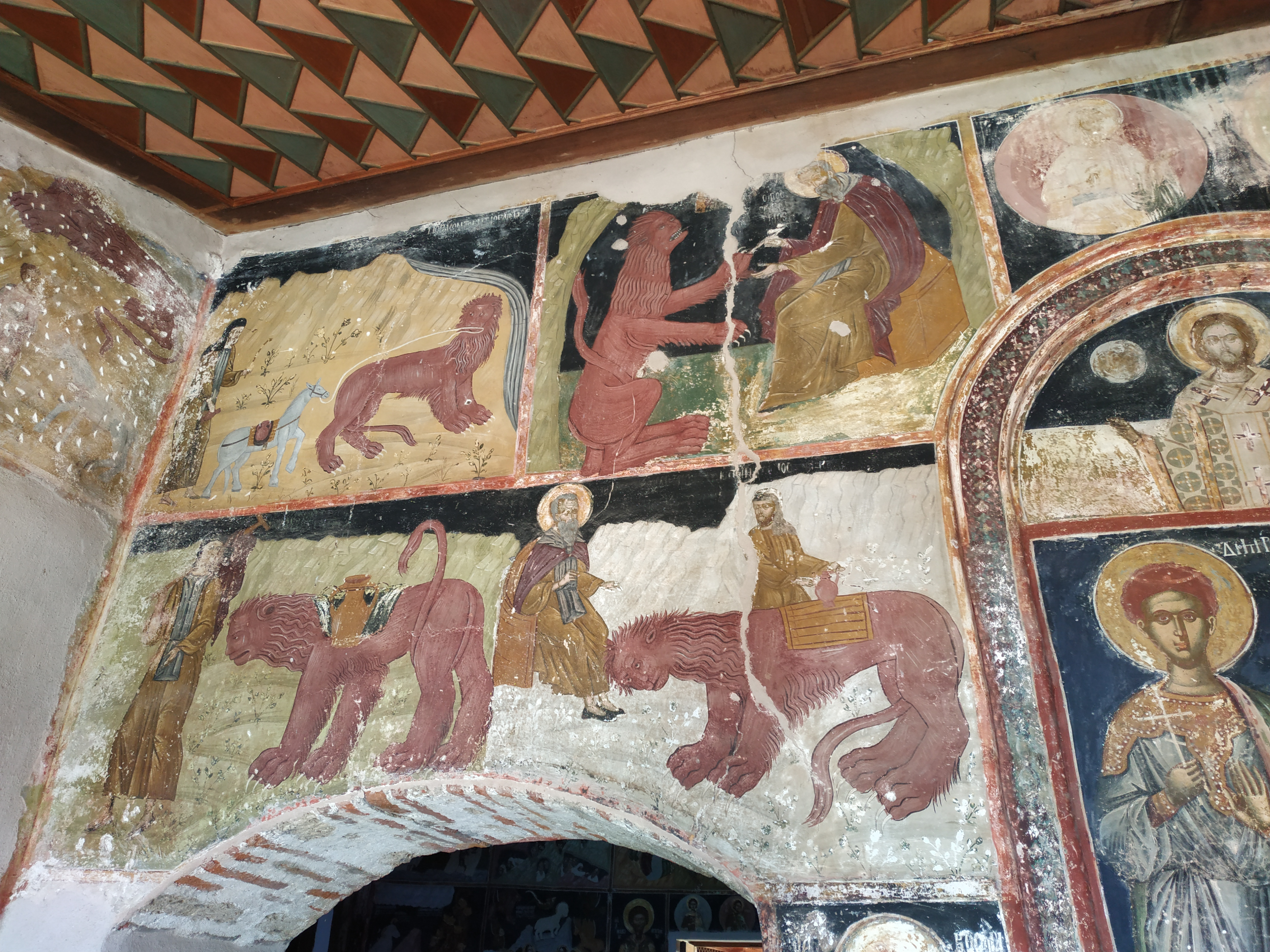
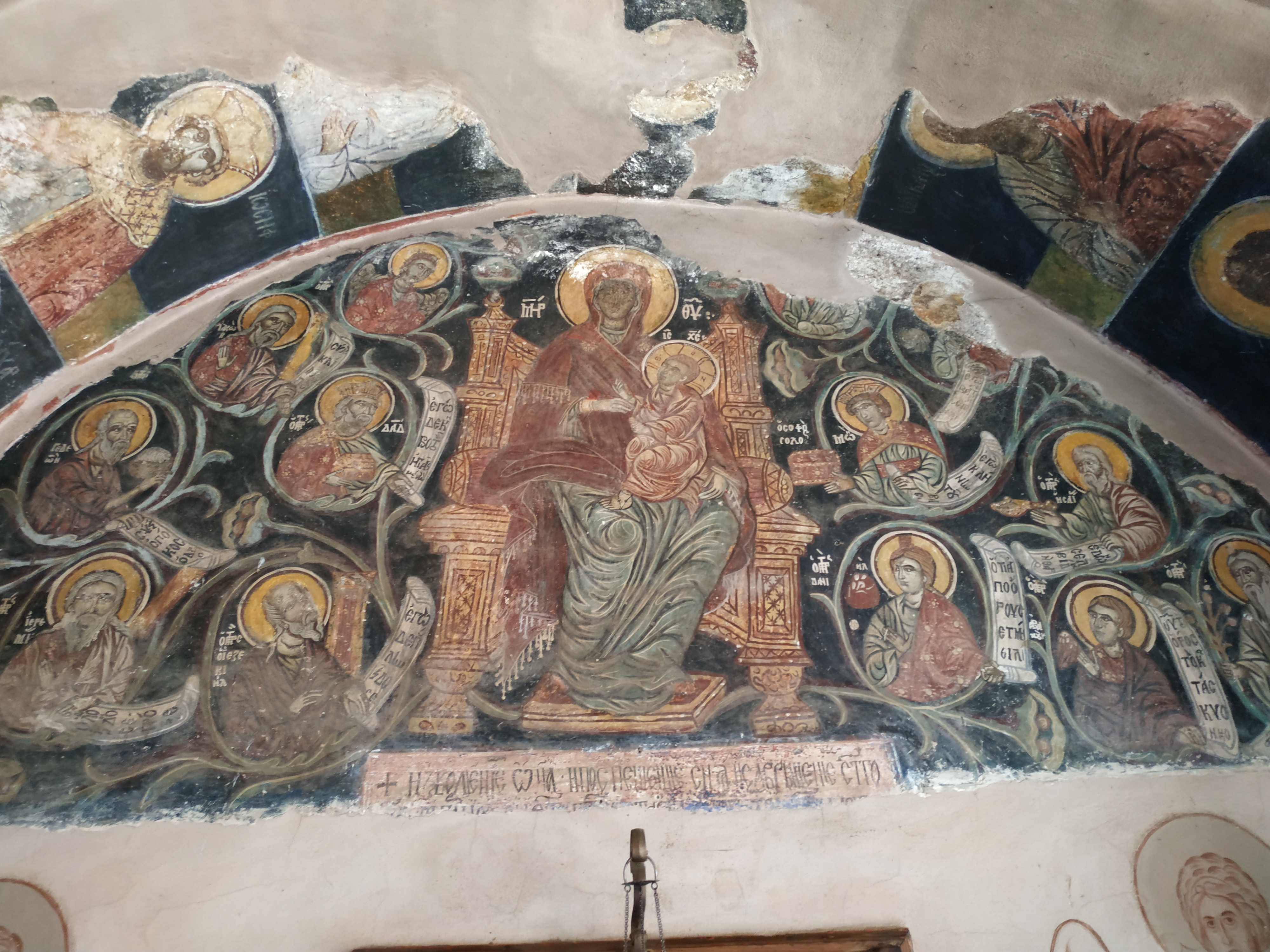

## Реліквії
В католіконі монастиря є дві чудотворні ікони: Божої Матері і святого великомученика Георгія.
Монастир Ксенофонт зберігає частки мощей наступних святих: права рука святої великомучениці Марини; святого великомученика Георгія; святого Модеста; святого Якова Персянина; священномученика Харалампія, святого великомученика Пантелеймона; святої мучениці Параскеви; святих безсеребреників Косми і Даміана; кров святого Димитрія Солунського; права нога святого великомученика Феодора Тирона; глава святого мученика Трифона і багатьох інших.
Бібліотека монастиря містить 300 рукописів та 4000 друкованих книг.

## Ігумени
- Олексій (Мандзіріс) (з 1976)